# José Ignacio Ordóñez

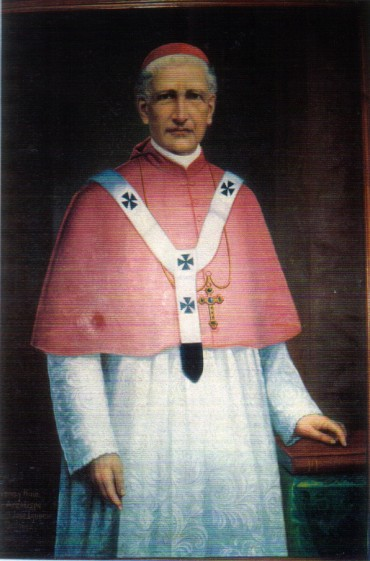
José Ignacio Ordóñez (um 1890)

José Ignacio Ordóñez (* 1829 in Cuenca; † 14. Juli 1893) war ein ecuadorianischer römisch-katholischer Geistlicher und Erzbischof von Quito.

## Leben
Ordóñez empfing im Dezember 1855 die Priesterweihe.
Papst Pius IX. ernannte ihn am 22. Juni 1866 zum ersten Bischof von Bolivar. Die Bischofsweihe spendete ihm am 23. September desselben Jahres Remigio Esteves de Toral, Bischof von Cuenca. Ordóñez legte sein Bischofsamt 1879 nieder. Am 3. Juli 1882 ernannte ihn Papst Leo XIII. dann zum Erzbischof von Quito, dieses Amt behielt er bis zu seinem Tod 1893.